# Juliette Deschamps
Pour les articles homonymes, voir Deschamps.
 (mars 2025).
 (janvier 2019).
Si vous disposez d'ouvrages ou d'articles de référence ou si vous connaissez des sites web de qualité traitant du thème abordé ici, merci de compléter l'article en donnant les références utiles à sa vérifiabilité et en les liant à la section « Notes et références ».
Juliette Deschamps, née en 1977, est une metteuse en scène française de théâtre musical et d'opéra,. Elle est également la fondatrice de la galerie d'art contemporain Monte Esquinza 36.

## Biographie

### Enfance et formation
Elle est la fille de Macha Makeïeff et Jérôme Deschamps, et la descendante du cinéaste Jacques Tati.
Elle est proche de Fanny Herrero.

### Carrière
Elle commence le théâtre à 7 ans.
Juliette Deschamps devient assistante de metteurs en scène auprès de nombreuses institutions (Festival d'Aix-en-Provence, Théâtre du Châtelet, Opéra de Lyon, Grand Théâtre de Genève ), rencontre la soprano Anna Caterina Antonacci sur la production des Troyens de Berlioz en 2003, avant de réaliser ses propres mises en scènes à partir de 2006, sur les scènes les plus prestigieuses : Théâtre des Champs-Élysées à Paris, Lincoln Center à New York, Teatro Malibran à Venise, Het Muziektheater à Amsterdam, Grand Théâtre de Provence à Aix-en-Provence, Silencio et Centquatre à Paris, FIAF à New York ...
En 2015, elle est en résidence à l'Opéra National de Montpellier.
En 2023, elle inaugure son artspace à Madrid, Monte Esquinza 36, où elle inaugure en février une première exposition réunissant plusieurs artistes, dont quatre résidents à la Casa de Velazquez.  
En 2023, elle est invitée par le Petit Palais à Paris à participer à l'exposition Sarah Bernhardt. Et la femme créa la star, en collaborant au catalogue de l'exposition en tant qu'autrice, en dirigeant la lecture de son texte "Sarah Bernhardt Fan Club" par Bruno Blairet et Anna Mouglalis à l'auditorium, et en organisant un Grand Casting Sarah Bernhardt au Petit Palais.

Elle fait ses débuts en tant qu'auteure-metteure en scène à Madrid en 2024 au Circulo de Bellas Artes où est donné son texte "Sarah Bernhardt fan Club", interprété par Judith Chemla et Bruno Blairet.

### Vie privée
Juliette Deschamps a été la compagne du peintre espagnol Miquel Barceló et du musicien français Matthieu Chedid. Elle vit depuis 2018 à Madrid, où elle a épousé un homme d'affaires espagnol. Elle est mère de deux enfants.

Mises en scène
- 2006 : Era la notte, opéra de chambre avec Anna Caterina Antonacci, au Théâtre des Champs-Élysées de Paris. Reprise au Lincoln Center à New York en 2013.
- 2007 : Le Banquet , spectacle d'après Platon à l'Auditorium du Louvre. Avec André Wilms, Michel Fau, Jérôme Deschamps, Pascal Rénéric, Hervé Briaux, Hervé Lassïnce.
- 2008 : Rouge Carmen, spectacle musical d'après Carmen de Prosper Mérimée aux Nuits de Fourvière à Lyon. Décor de Miquel Barceló. Avec Bruno Blairet, Chloé Réjon, Antonio Moya, Tomas de Perrate.
- 2009 : Altre Stelle, spectacle lyrique au Théâtre des Champs-Élysées. Avec Anna Caterina Antonacci et l'orchestre Les Siècles sous la directipn de François-Xavier Roth.
- 2009 : Mahagonny Songspiel / Les Sept Péchés Capitaux, opéras de Kurt Weill sur des textes de Bertolt Brecht au Théâtre des Champs-Élysées et au Theater An der Wien (Vienne, Autriche) en 2010.
- 2009 : Le Roi des Ombres, clip en co-réalisation avec Matthieu Chedid
- 2009 : Agrippina, opéra de Haendel au Teatro Malibran à Venise
- 2010 : -M- Les Saisons de passage, spectacle en collaboration avec Matthieu Chedid
- 2010 : Les Françoises au Printemps de Bourges. Avec Camille, Jeanne Cherhal, La Grande Sophie, Olivia Ruiz, Emily Loizeau, Rosemary Standley, Laurence Equilbey.
- 2010 : La Peintre, opéra contemporain au Chang Kaï-Chek Center (Taipei, Taïwan)
- 2010 : La Servante Maîtresse opéra de Pergolèse, à la Fondazione Pergolesi Spontini (Jesi, Italie)
- 2011 : Il Novello Giasone, opéra de Cavalli et Stradella au Festival della Valle d'Itria (Martina Franca, Italie)
- 2011 : Salustia, opéra de Pergolèse au Teatro Pergolesi (Jesi, Italie)
- 2011 : All you need is ... spectacle musical d'après Les Beatles. Avec Travelling Quartet.
- 2012 : La Conservature, spectacle musical à Canal 93
- 2012 : Medea, scénographie et mise en espace pour le groupe Soundwalk Collective, au Centre Georges-Pompidou.
- 2012 : Lumière et Ténèbres, spectacle d'ouverture du Festival de Saint-Riquier. Avec Jean Nouvel, Hugh Coltman, Natacha Régnier, Anthony Leroy, Sandra Moubarak.
- 2012 : Concert pour la fin du monde au Musée du Quai Branly.
- 2013 : D'une Rive l'autre : l'Angleterre. Spectacle d'ouverture du Festival de Saint-Riquier. Avec Michel Onfray.
- 2013 : A Queen of Heart, spectacle musical au Théâtre de la Bastille. Avec Rosemary Standley (DVD paru chez Harmonia Mundi)
- 2014 : Le Chäteau de Barbe-Bleue de Bartok à l'Opéra National de Bordeaux.
- 2014 : Shanghaï underground, film et dispositif scénique pour trois musiciens de la scène électronique, à la Cité de la Musique.
- 2014 : Armida, opéra de Traetta, au Festival della Valle d'Itria (Martina Franca, Italie)
- 2015 : Les Variations Goldberg, spectacle musical à l'Opéra national de Montpellier
- 2015 : A Dios\\, spectacle musical l'Opéra national de Montpellier
- 2015 : Chérubin, opéra de Massenet, à l'Opéra national de Montpellier

## Autres activités

### Audiovisuel
On l'a vue au cinéma (Lautrec de Roger Planchon, What Sebastian Dreamt de Rodrigo Rey Rosa), à la télévision (Victoire, ou la douleur des femmes de Nadine Trintignant) et sur scène comme récitante (Chansons de Bilitis avec l'Orchestre national de France).
De 2016 à 2017, elle a siégé au Centre national du cinéma et de l'image animée (CNC) dans la commission d'aide à la musique de films.

### Arts plastiques et performances scéniques
Juliette Deschamps développe également une œuvre vidéo qui a été sélectionnée à la Biennale de Shanghai et présentée à la Cité de la Musique, au Centquatre à Paris, au Musée de l'Élysée à Lausanne et sur de nombreuses scène d'opéras.
Elle se produit régulièrement sur scène lors de performances de videomix ou VJing au cours desquelles elle accompagne des artistes et musiciens de la scène classique, pop, jazz, flamenco ou électronique.